# Haley Barbour

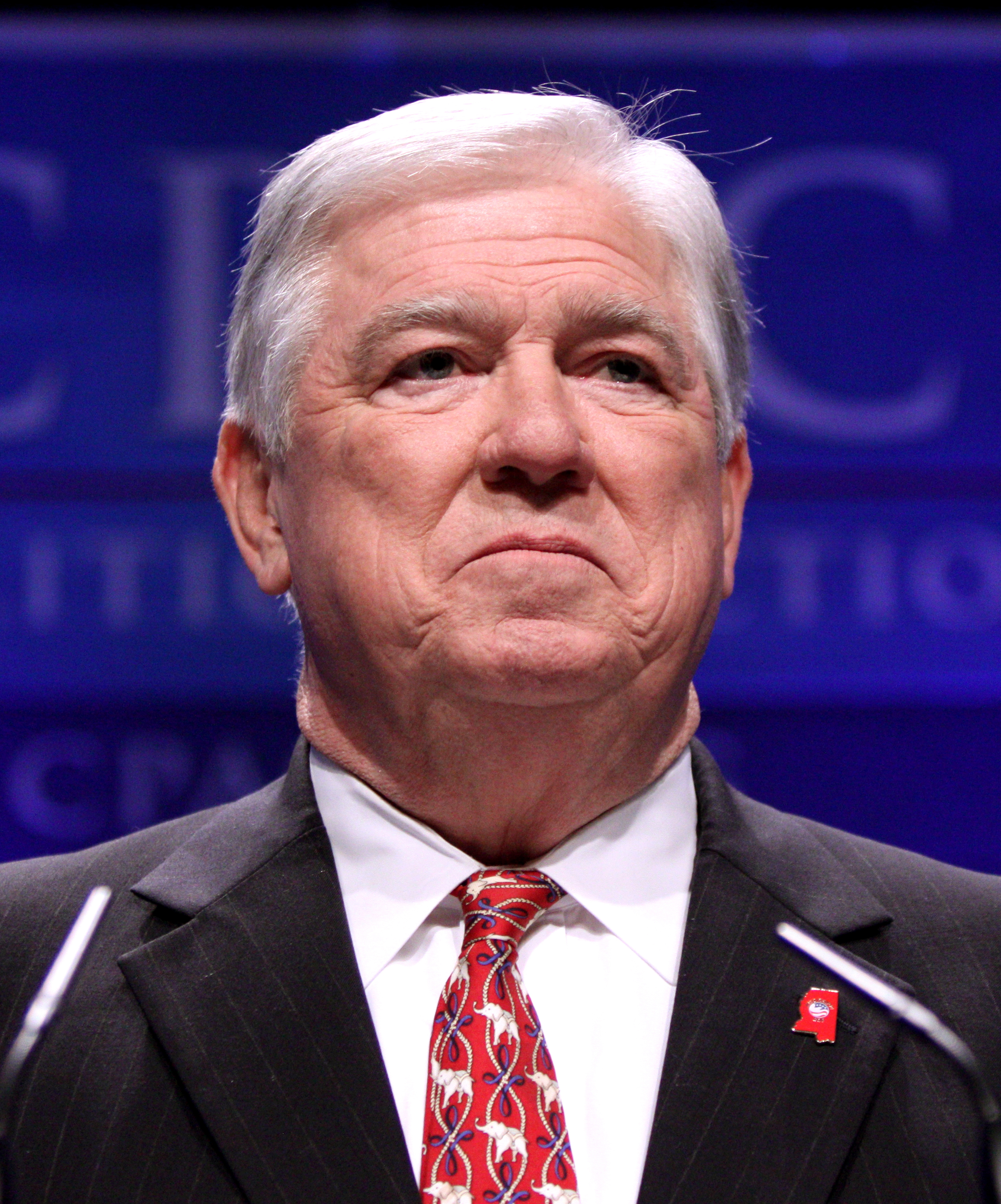
Haley Barbour

Haley Barbour (nascido em 22 de outubro de 1947) é um político norte-americano, foi governador de Mississippi de julho de 2004 a julho de 2012. Ele ganhou atenção nacional em agosto de 2005, depois de que o Mississippi foi atingido pelo Furacão Katrina. Era candidato a presidente pelo Partido Republicano dos Estados Unidos na eleição presidencial de 2012, desistiu em 25 de abril de 2011.

## Vida
Barbour nasceu em Yazoo City, no Mississippi, onde foi criado, era o caçula dos três filhos de Grace LeFlore e Fowlkes Jeptha Barbour, Jr. Barbour é descendente de Walter Leake, que foi o terceiro governador do Mississippi. Seu pai morreu quando Barbour tinha dois anos.
Frequentou a Universidade do Mississipi, em Oxford, onde ele era um membro da Fraternidade Sigma Alpha Epsilon. É formado em direito.

## Governador do Mississippi

### Eleição de 2003
Barbour derrotou Mitch Tyner nas eleições primárias em 5 de agosto de 2003. Depois concorreu contra o então governador democrata Ronnie Musgrove, vencendo-o em 4 de novembro de 2003.

### Reeleição de 2007
Barbour anunciou em 8 de fevereiro de 2007, que iria concorrer a um segundo mandato como governador do Mississippi. Ele anunciou o início de sua campanha de reeleição em uma série de reuniões em todo o estado em 12 de fevereiro de 2007.  Durante sua campanha, Barbour assinou o Americans for Tax Reform, que comprometia em não criar novas taxas, e nem aumentar os impostos existentes.
Ele derrotou Frederick Jones na primária republicana em 7 de agosto de 2007 e o democrata John Arthur Eaves, Jr. na eleição geral de novembro.

### O Furacão Katrina
A ordem de evacuação no Mississippi emitido por causa de furacão Katrina foi emitida pelas autoridades locais com mais de 24 horas antes do furacão alcançar o estado, e a Guarda Nacional começou a agir em 29 de agosto, o dia do furacão.
Em 29 agosto de 2005, o furacão atingiu a costa do Mississippi, matando 231 pessoas, devastadores o estado  causando danos estimados em US$ 2,7 bilhões.  Em resposta Barbour foi caracterizado por se esforçar para evacuar o estado, e foi elogiado por falar duro com as autoridades e por culpar o governo federal dos Estados Unidos. Sua postura foi comparada favoravelmente, a de Rudy Giuliani durante dos atentados de 11 de setembro.